# Chiesa di Sant'Onofrio (Lanciano)
La chiesa di Sant'Onofrio è un luogo di culto cattolico dell'omonima frazione di Lanciano, in provincia di Chieti.

## Storia e descrizione
Fu ricostruita nel 1962 in sostituzione di una precedente chiesa intitolata allo stesso santo, situata sulla cima di un colle alle spalle dell'attuale tempio. 
Essa, costruita nel 1467, fu gravemente danneggiata dai bombardamenti della seconda guerra mondiale, che ne causarono la chiusura al culto.
La chiesetta vecchia è in abbandono, restano le mura perimetrali e la semplice facciata a capanna con ingresso unico e un oculo nel centro. Accanto è stata costruita, di recente, una monumentale croce che si illumina di notte.
L'accesso alla chiesa nuova è consentito dalle due rampe di scale contrapposte, che giungono al portale, con chiusura a timpano, posizionato in una nicchia che occupa in altezza tutta la facciata. Nella parte superiore vi è una raffigurazione a rilievo di Sant'Onofrio, situata sopra un architrave marmoreo, che reca un'incisione dove è riportato il nome del Santo cui è intitolata la chiesa. I muri perimetrali esterni sono caratterizzati dalla composizione in pietra di pezzatura molto eterogenea, con giunture in cemento. La copertura a capanna, sporgente rispetto alla facciata, è sostenuta da travi in cemento. Di cemento è anche il piccolo campanile sulla falda destra. Immediatamente sotto la grondaia, nei muri laterali vi sono delle finestre quadrate. Caratteristiche nell'abside sono i due finestroni oblunghi a tutto sesto.
Leggermente isolata dalla chiesa è la torre campanaria, suddivisibile in cinque livelli, di fattura simile a quella della chiesa e caratterizzata dall'abbondante uso decorativo e di finitura del cemento. Ha un concerto di 3 campane, la sommità 
della torre è  a cuspide piramidale. Sulla fiancata destra si trova una cappella semicircolare, mentre a sinistra vi è un edificio adibito a canonica.
L'interno della chiesa è a navata unica con abside semicircolare scandito da 4 finestre, presso l'altare c'è il moderno coro ligneo. Sul fianco destro della navata c'è una cappella col il quadro di Maria Immacolata. Sulla sinistra c'è la statua processionale di S. Onofrio in veste di eremita.

## Galleria d'immagini

### La chiesa nuova

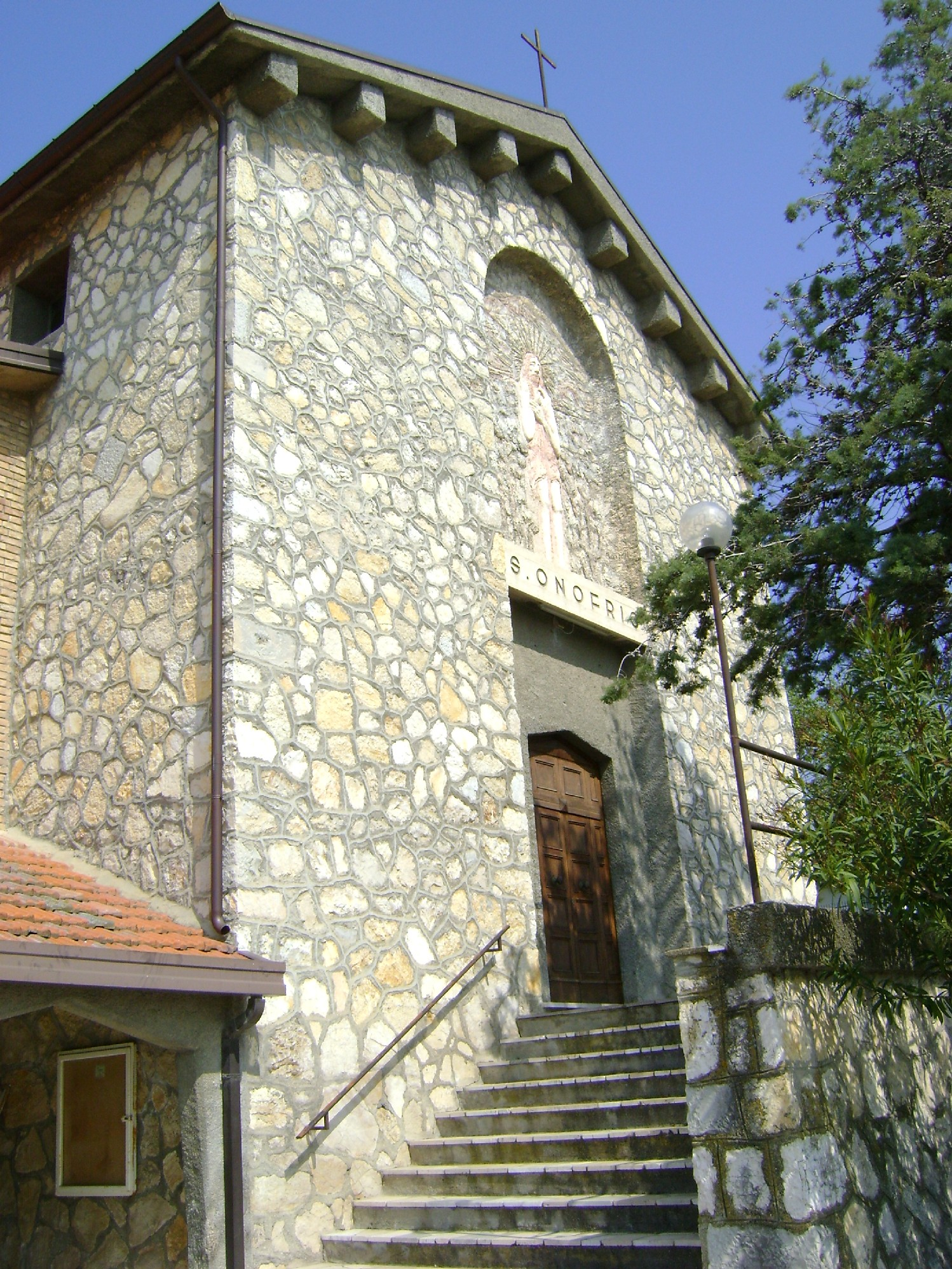
La facciata
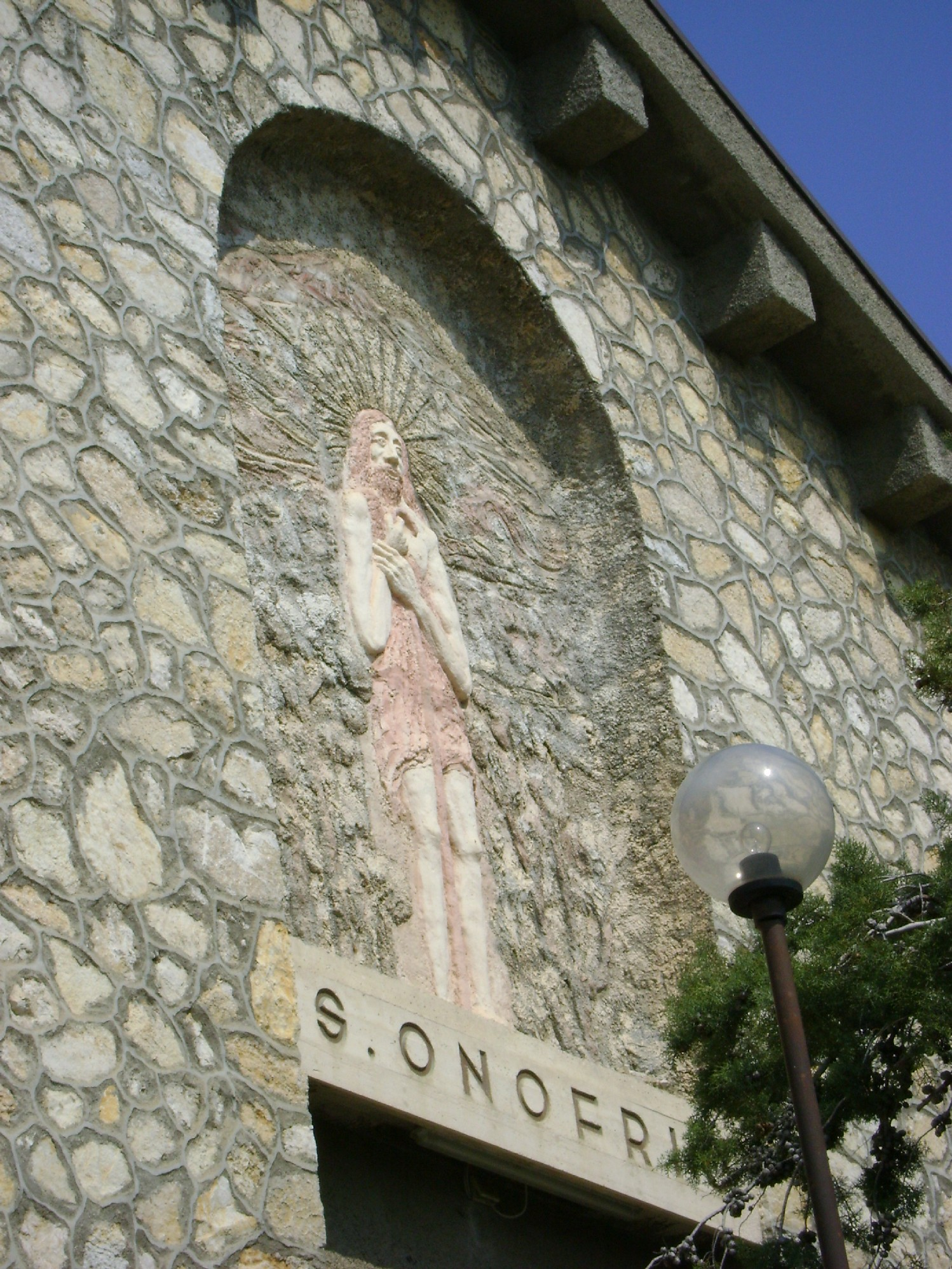
Particolare della facciata: raffigurazione del Cristo
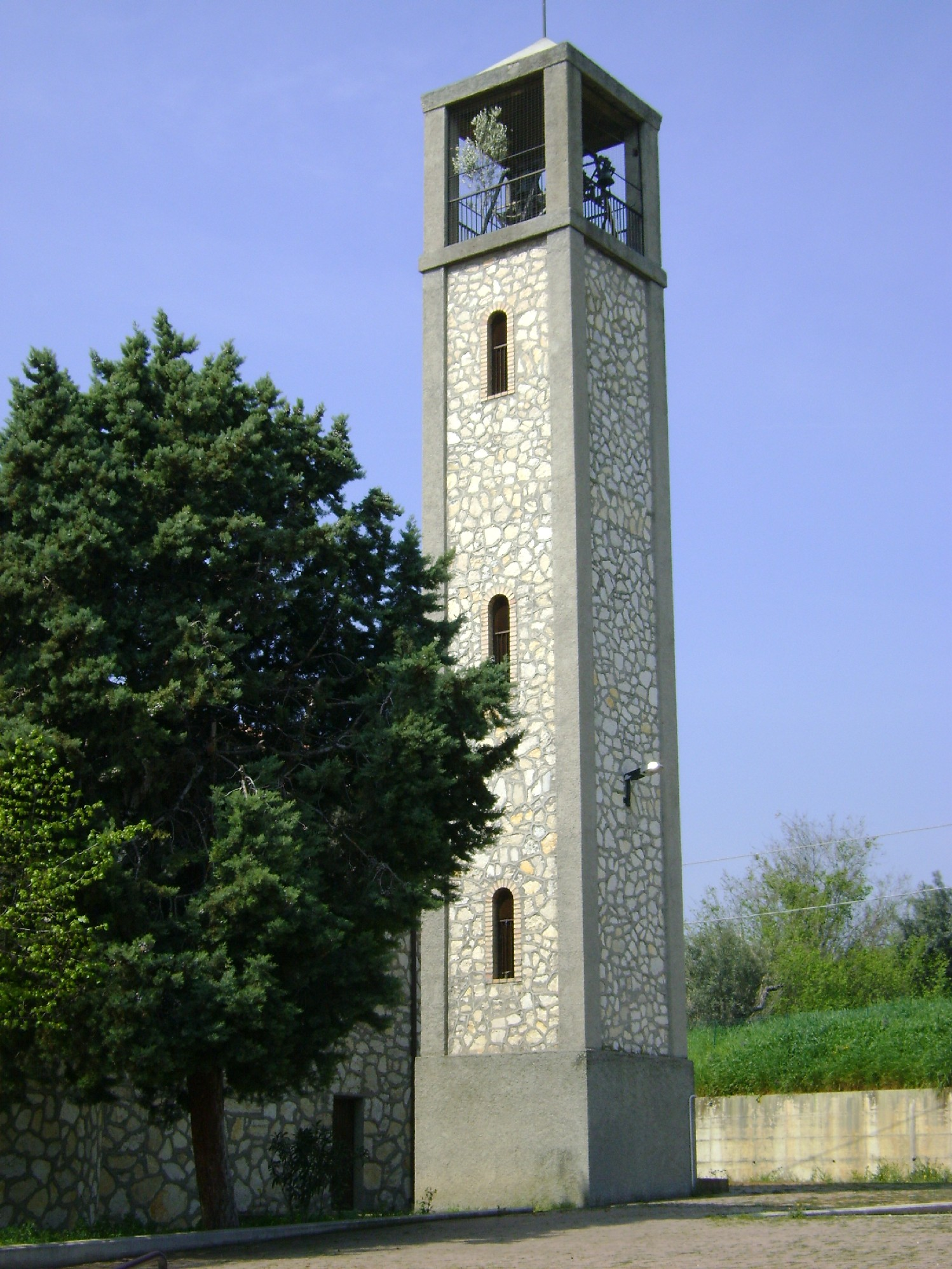
Il campanile
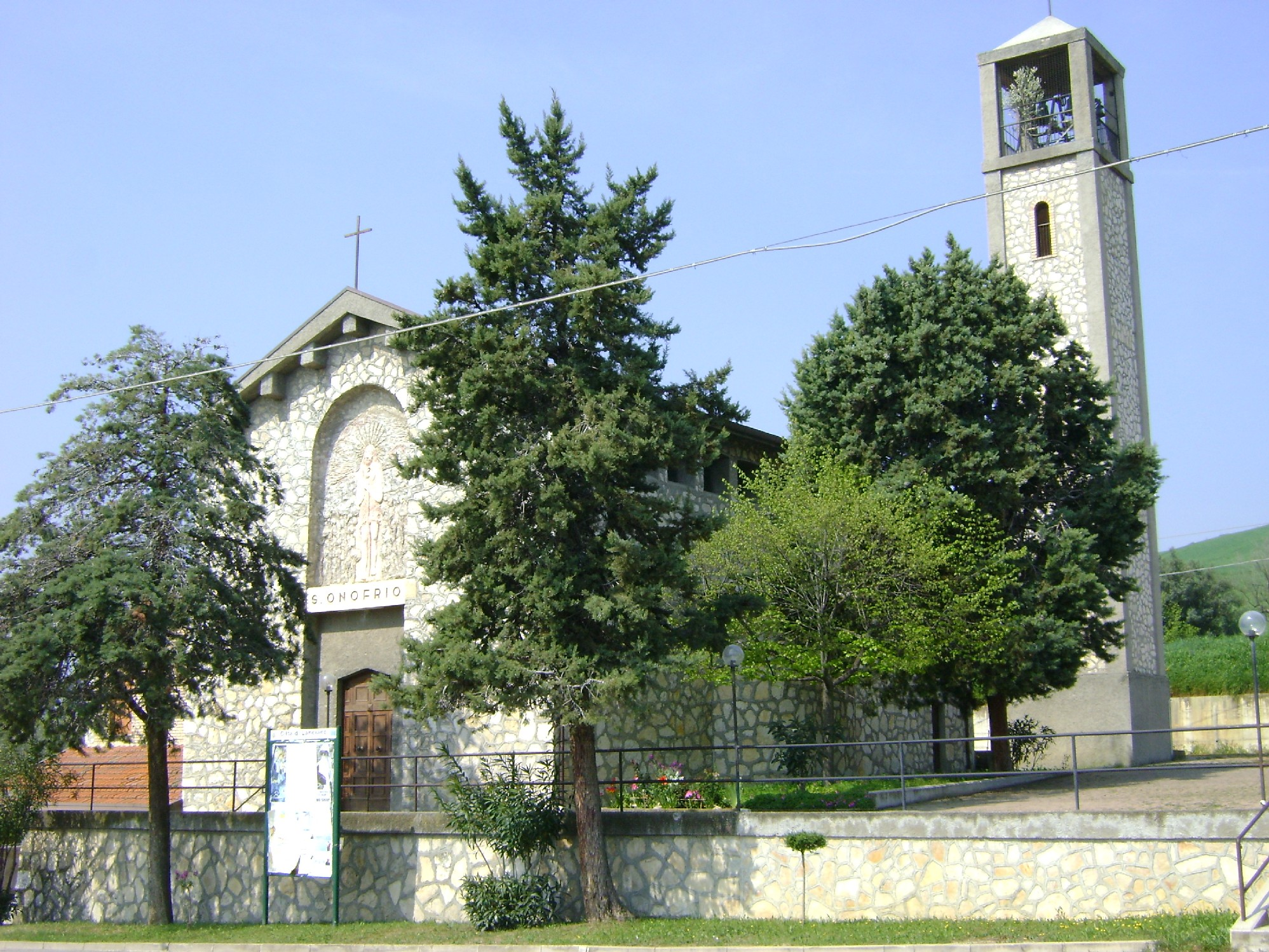
Veduta della chiesa

### La chiesa vecchia

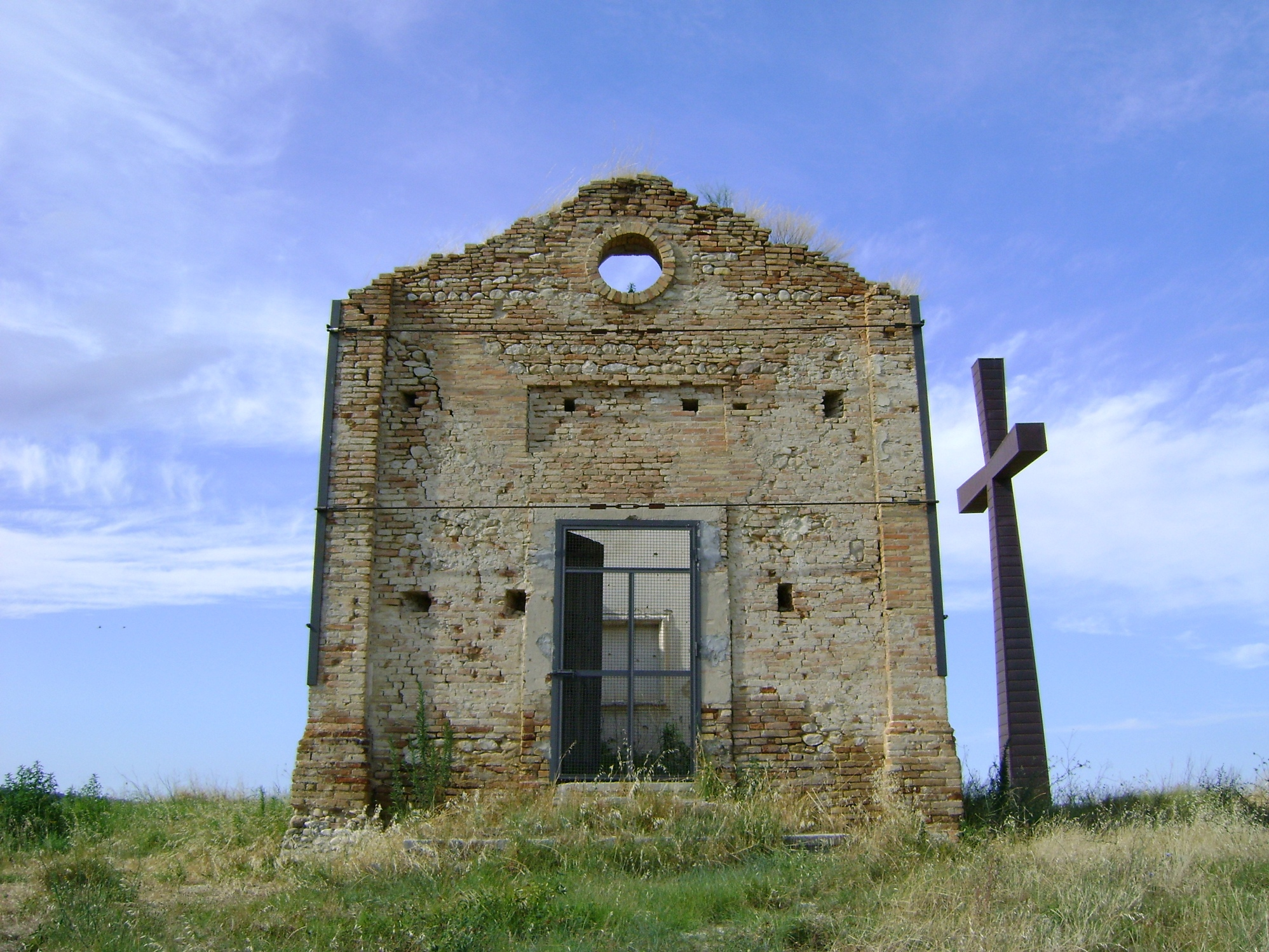
La facciata
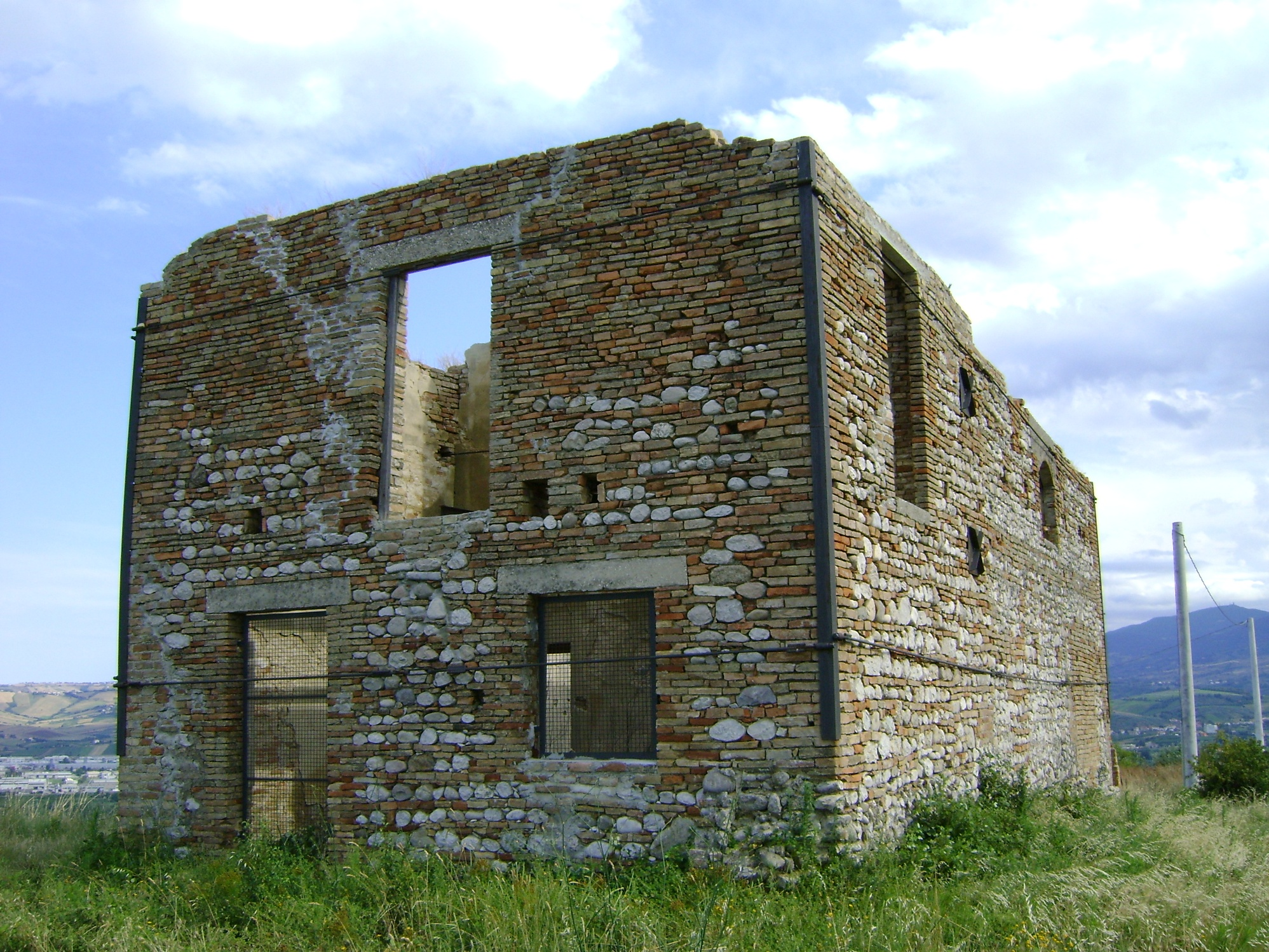
Il settore posteriore
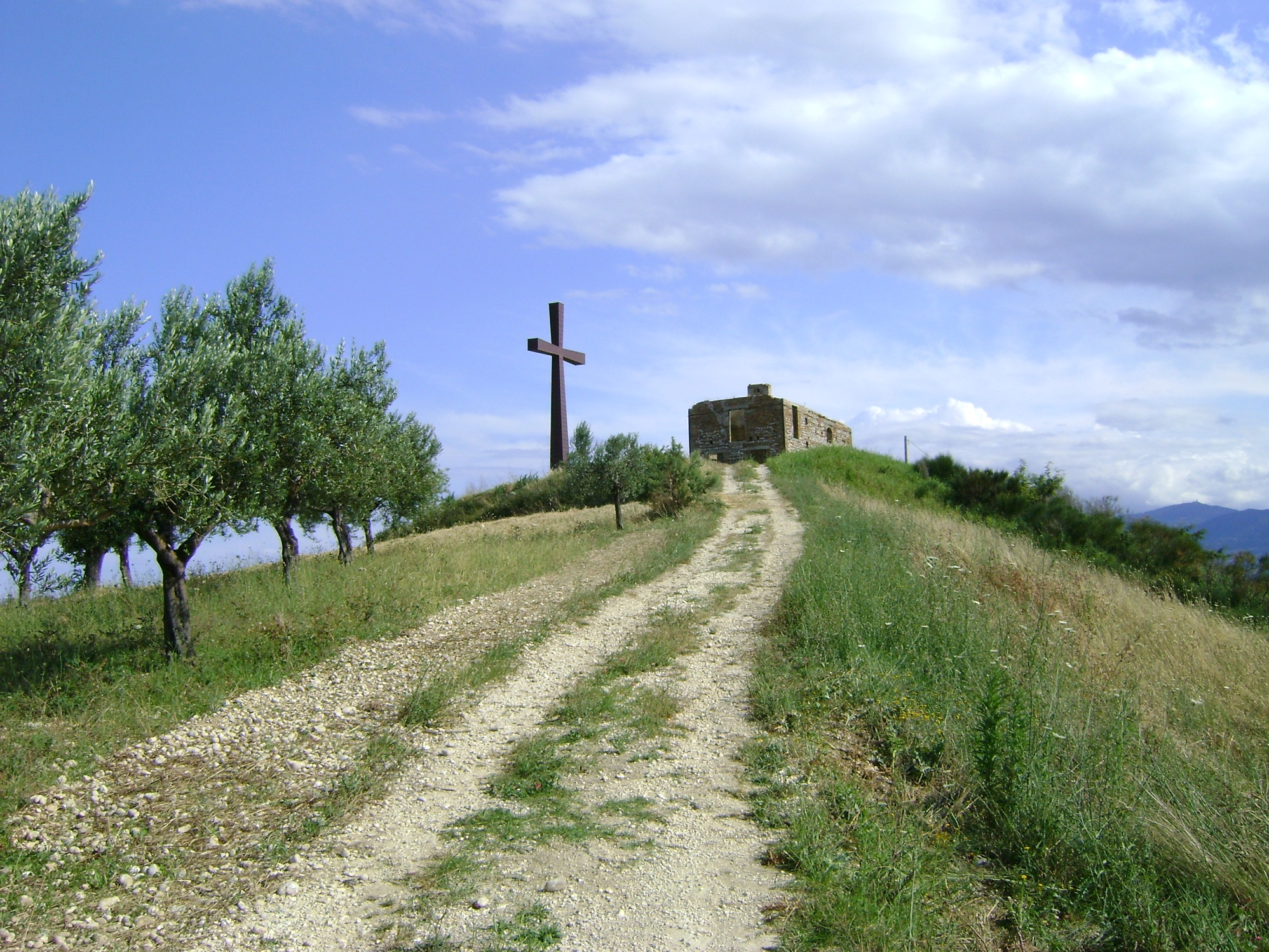
Il colle e la chiesa
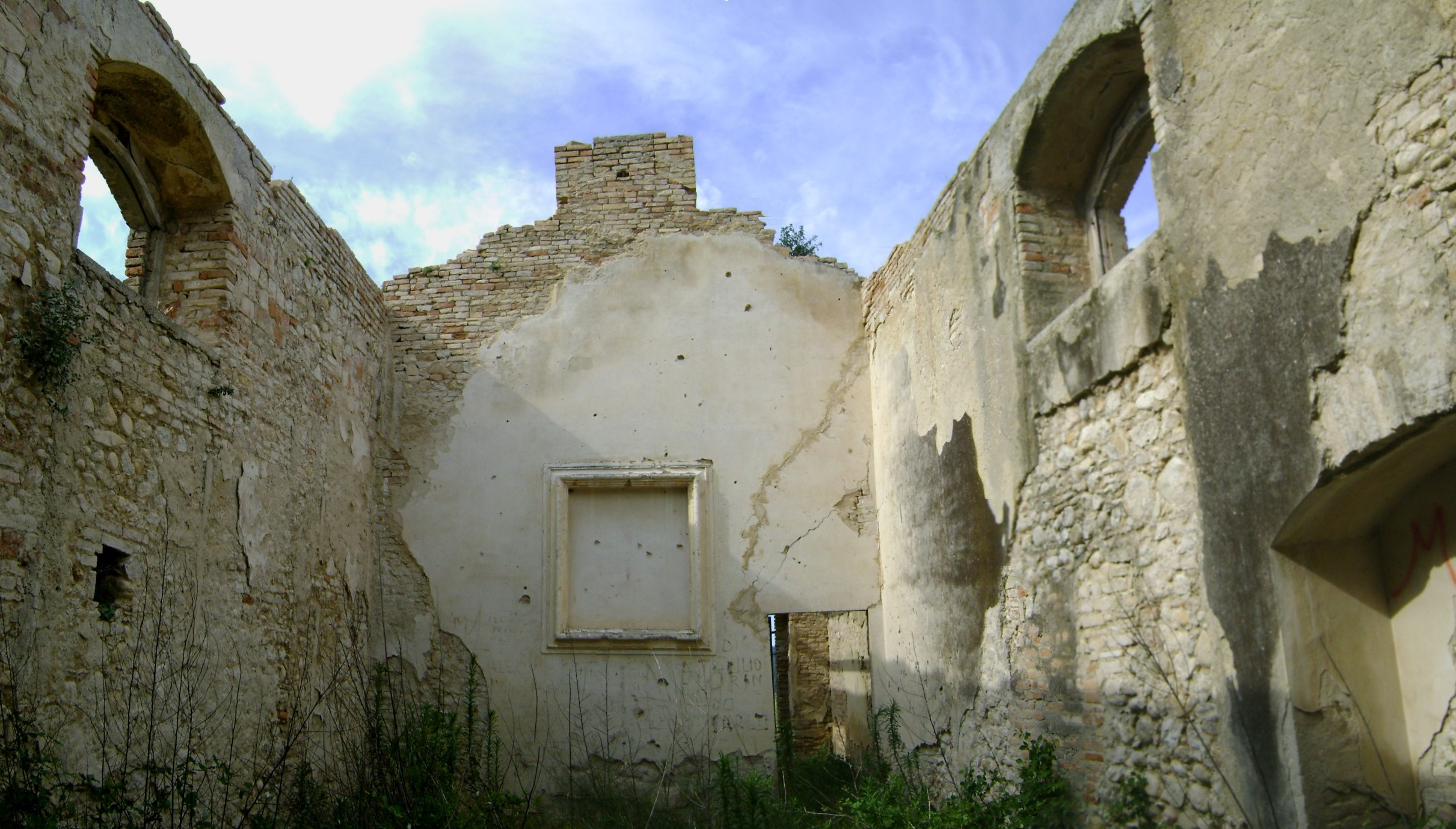
L'interno